# Håslövs församling
Håslövs församling var en församling i Lunds stift och i Vellinge kommun. Församlingen uppgick 1998 i Rängs församling.

## Administrativ historik
Församlingen har medeltida ursprung. 
Församlingen utgjorde tidigt et eget pastorat för att därefter från omkring 1560 till 1962 vara moderförsamling i pastoratet Håslöv och Bodarp som från 1 maj 1924 även omfattade Västra Tommarps församling och Skegrie församling. Från 1962 till 1997 var den annexförsamling i pastoratet Räng, Stora Hammar, Håslöv, Skanör och Falsterbo. Församlingen uppgick 1998 i Rängs församling.

## Kyrkor
- Håslövs kyrka